# Авијацијска подршка
Авијацијска подршка је назив за борбена дејства авијације при нападу јединица копнене војске, ради неутралисања или уништења артиљерије, командних мјеста, тенкова, живе силе, штабова, комуникација и онемогућавања ојачавања и снабдијевања непријатеља.
Термин је настао у совјетском РВ током Другог свјетског рата и означавао је другу фазу авијациског напада. Циљ авијацијска подршке је био што бржи продор трупа копнене војске кроз одбрамбени систем противника. 
Авијацијска подршка је почињала одмах послије јуриша на главном правцу пробоја. Током прва 2-3 сата борби за главни појас одбране 6-8 јуришних авиона Иљушин Ил-2 су пратили пјешадију и тенкове, уништавајући непријатељска борбена средства. Послије тога Ил-2 су дјеловали по позиву, а посебне снаге авијације су нападале резерве које је противник упућивао на фронт. Све вријеме напада ловачка авијација је вршила обезбјеђење.
У новијој литератури СССР, термин авијацијска подршка означава само ватрену подршку јединица КоВ у одбрани и нападу.
У СФРЈ, термин авијацијска подршка је често синоним за ваздухопловну подршку.